# Gunnar Herrlin
Carl Gunnar Herrlin, född den 24 augusti 1885 i Karlskrona, död den 15 december 1958 i Landskrona, var en svensk präst. Han var bror till Arnold Herrlin och far till Olof Herrlin.
Herrlin avlade studentexamen i Karlskrona 1903, teologie kandidatexamen 1906, filosofie kandidatexamen 1912 och folkskollärareexamen samma år. Han blev lasarettspredikant i Lund 1910, komminister i Trelleborg 1912, stadskomminister i Malmö Sankt Johannes 1914, kyrkoherde i Karlshamn 1925, i Landskrona 1936. Herrlin blev inspektor vid Karlshamns läroverk 1925, vid småskoleseminariet i Landskrona 1935, vid kommunala flickskolan 1938 och vid högre allmänna läroverket i Landskrona 1945. Han var redaktör för Lunds stifts julbok 1914–1933. Herrlin blev ledamot av Nordstjärneorden 1938. Han vilar på Landskrona kyrkogård.